# Pandemia de COVID-19 en Asturias
La pandemia de COVID-19 en Asturias es parte del brote español de la actual pandemia por COVID-19 . 
Según las autoridades autonómicas, hasta el 11 de diciembre de 2020, ha habido 25.158 casos confirmados con más de 2000 recuperaciones y 1213 muertes en Asturias.
El pico de la pandemia llegó el 16 de abril, con 1.405 casos activos, y el 27 de junio, Asturias fue la primera comunidad autónoma española en ser declarada región libre de COVID, con solo 45 casos activos y después de acumular 14 días sin nuevos casos positivos reportados. Sin embargo, el 7 de julio, se detectó un caso positivo en Oviedo. Desde finales de julio se viene desarrollando una intensa segunda ola (la ocupación de los servicios de cuidados intensivos se ha multiplicado por seis entre finales de septiembre y finales de octubre y a principios de noviembre los casos diarios de hospitalización son similares a los peores días de la primera ola).

## Cronograma

### Primera ola

#### Febrero y marzo
El 24 de febrero, se detectó un primer caso sospechoso después de que una mujer de 25 años que venía de Venecia ingresara al Hospital Universitario San Agustín, Avilés, y luego fuera evacuada al Hospital Universitario Central de Asturias (HUCA) en Oviedo . Sin embargo, más tarde le diagnosticaron mycoplasma.
El primer caso confirmado de COVID-19 en Asturias ocurrió el 29 de febrero de 2020, cuando el escritor chileno Luis Sepúlveda fue a un centro de salud privado en Gijón y dio positivo por SARS-CoV-2 después de un viaje a Portugal. Murió debido a la enfermedad el 16 de abril, 48 días después de haber dado positivo.
El segundo y tercer casos confirmados de la enfermedad en la región ocurrieron el 3 de marzo. Una mujer de 30 años de Llanes y una mujer de 85 años.
El cuarto caso se informó el 4 de marzo y en los días siguientes, se informaron tres nuevos casos relacionados con el grupo de Torrejón de Ardoz .

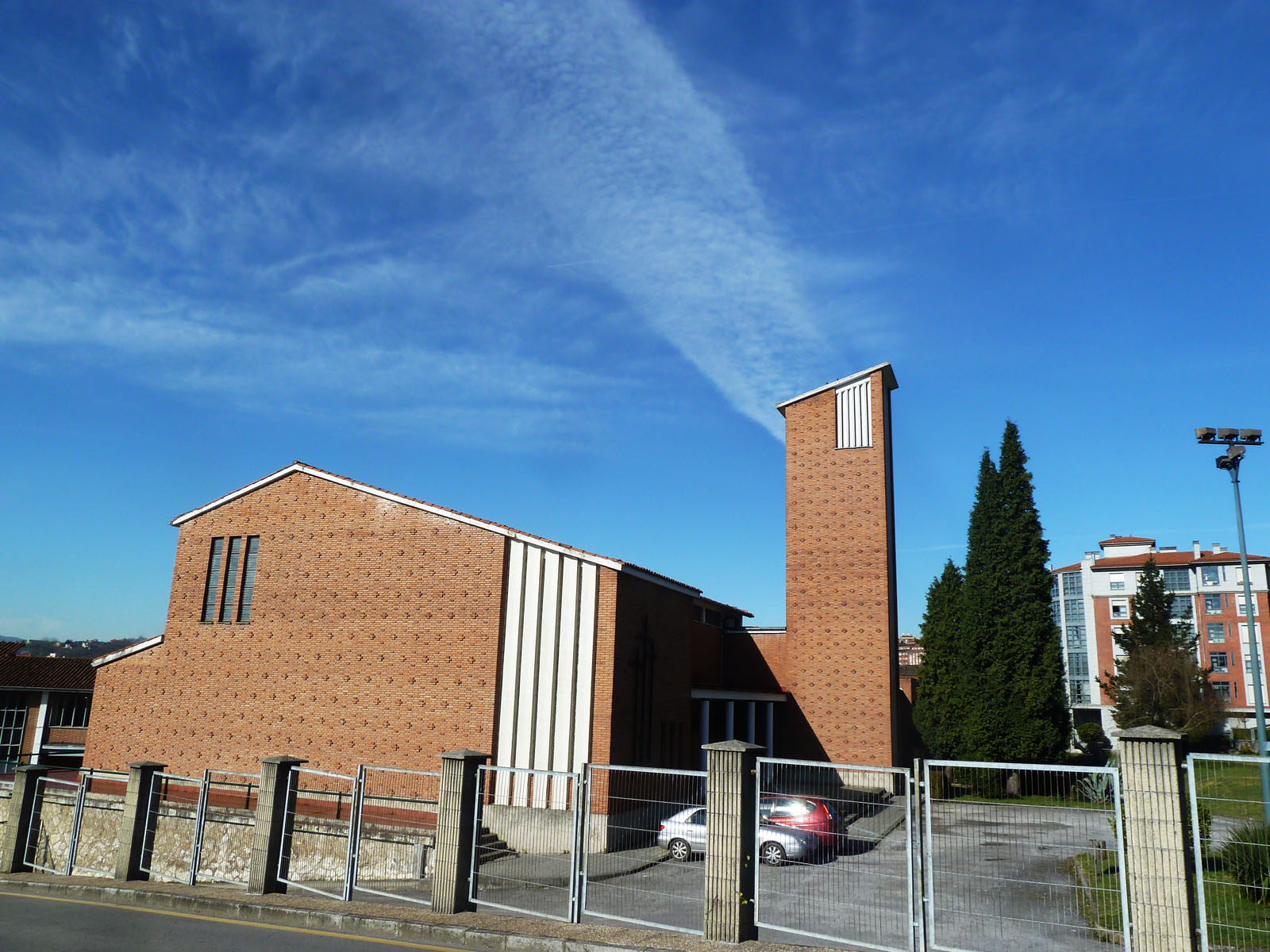
La escuela Fundación Masaveu, en Oviedo, fue uno de los primeros centros educativos en cerrarse.

El 10 de marzo, se detectó un caso positivo en Grado, en referencia a un entrenador de uno de los equipos juveniles del club de fútbol CD Mosconia que fue infectado en la Escuela Fundación Masaveu en Oviedo . En este día, el Principado de Asturias ordenó el cierre de las cuatro escuelas en Oviedo y otra en Grado con casos positivos detectados. Un día después, la región registró su primera muerte debido a coronavirus: una relacionada con el brote en la Fundación Masaveu.
El 12 de marzo, el Gobierno del Principado de Asturias amplió la cancelación de clases en todos los niveles educativos de la región. Dos días después, Asturias cerró todas las tiendas, excepto las que venden alimentos y artículos de primera necesidad, esta medida se extendió a toda España el 14 de marzo, después de la imposición de un cierre nacional de 14 días por parte del gobierno español, prohibiendo todos los viajes no obligatorios.
El 15 de marzo se informó que los hospitales Álvarez-Buylla en Mieres y San Agustín en Avilés apoyarán a HUCA para permitir casos positivos, mientras que Cabueñes en Gijón y Valle del Nalón en Langreo albergarán a personas afectadas por otras enfermedades. Sin embargo, finalmente todos los hospitales asturianos acogieron casos positivos.
El 23 de marzo, una mujer de 56 años que se había recuperado del virus fue el primer caso positivo en abandonar la unidad de cuidados intensivos.
El 24 de marzo, nació un bebé en el HUCA de una madre con la enfermedad. No estaba infectado.
El 26 de marzo, se anunció la instalación de un hospital de campaña en el pabellón central de la Feria Internacional de Asturias, aligerando así la carga del Hospital Cabueñes en Gijón. El municipio de Carreño envió 100 colchones como ayuda.
El 27 de marzo, Asturias pasó los 1,000 casos positivos, con 4125 personas más con posibles síntomas siendo rastreadas por teléfono. En este día, el Ministerio de Sanidad anunció pruebas masivas en hogares de ancianos asturianos, el principal grupo de la enfermedad en Asturias.
El 28 de marzo, el presidente Adrián Barbón sugirió al gobierno central que la cuarentena debería endurecerse. Su llamada fue respondida, ya que todas las actividades no esenciales cesaron hasta el 9 de abril. Sin embargo, el gobierno asturiano estaba negociando con Madrid sobre la continuación de la industria pesada de la región, con la esperanza de evitar su bancarrota. Además, varios ayuntamientos de Asturias, como Valdés o Cudillero, aprobaron sus propias restricciones al prohibir el turismo en todo el municipio con el objetivo de controlar la enfermedad.
El 29 de marzo, el segundo caso positivo salió de la Unidad de Cuidados Intensivos de HUCA. Un día después, en Grado, un hombre de 95 años se convirtió en la primera persona en recuperarse en un hogar de ancianos.

#### Abril - julio

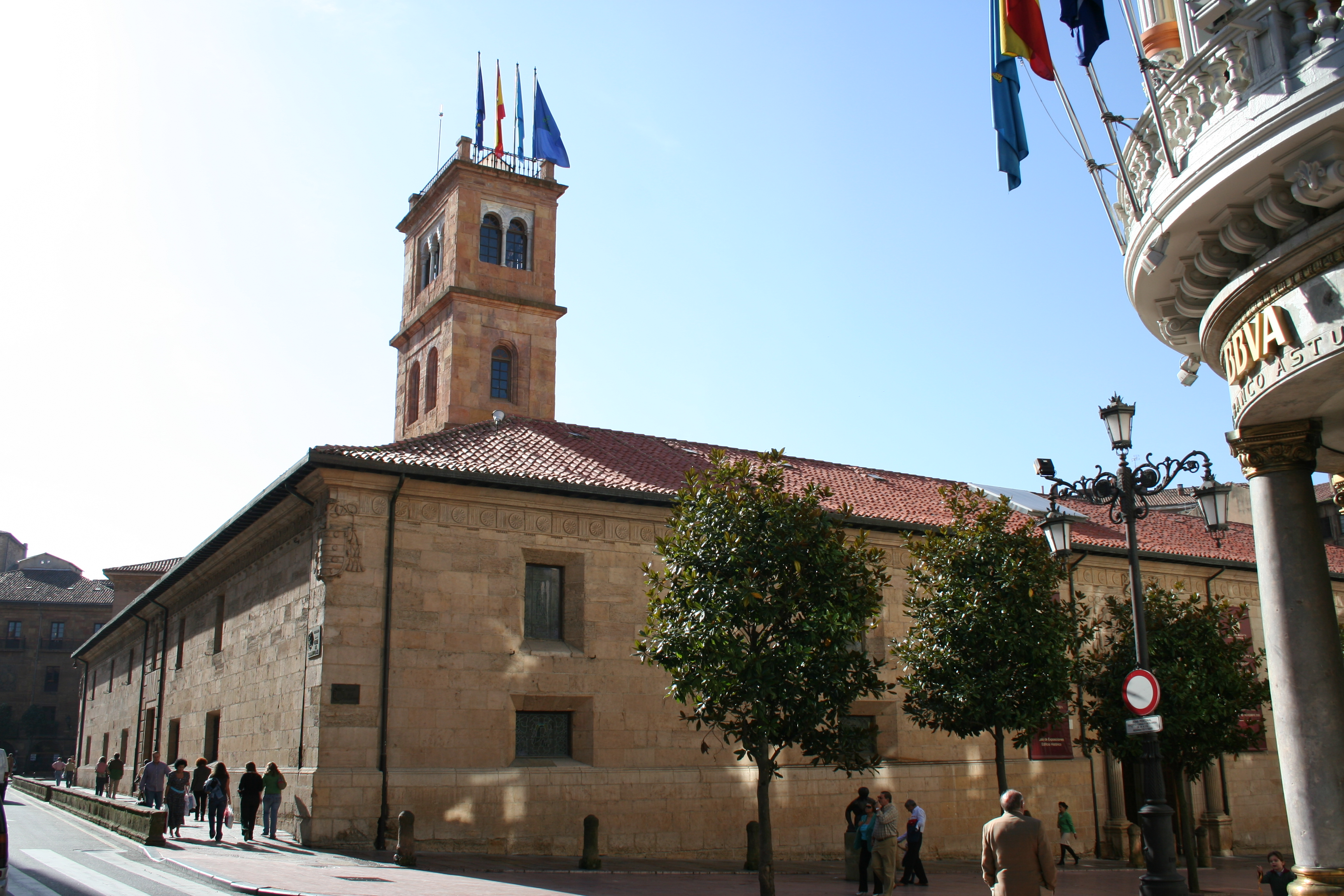
Edificio histórico de la Universidad de Oviedo.

El 1 de abril, la Universidad de Oviedo ofreció a los estudiantes de enfermería de último año que terminaran sus estudios prematuramente para poder trabajar lo antes posible contra el coronavirus.
El 3 de abril, un hogar de ancianos en Mallecina, Salas, fue totalmente evacuado después de que se registraran dos muertes y casi todos los residentes dieran positivo. Fueron trasladados al Centro de referencia para personas con discapacidades neurológicas en Barros, Langreo y al HUCA. También se informó que alrededor de 5.500 personas estaban siendo rastreadas por teléfono.
El 4 de abril, se informó que Asturias aumentaría las pruebas diarias realizadas a 3.000, utilizando el Laboratorio de Sanidad Animal de Gijón y el Laboratorio Interprofesional de Lechería de Llanera. El mismo día, el presidente del Gobierno español, Pedro Sánchez, anunció la extensión del estado de alarma, bajo las condiciones iniciales, hasta el 26 de abril.
El mes de abril terminó sin muertes reportadas por el Ministerio de Salud, por primera vez desde el 18 de marzo. Sin embargo, el Ministerio de Derechos Sociales y Bienestar informó en este día dos nuevas muertes en hogares de ancianos. Además, no se informó de nuevos casos positivos en estos lugares por primera vez desde el inicio de la pandemia.

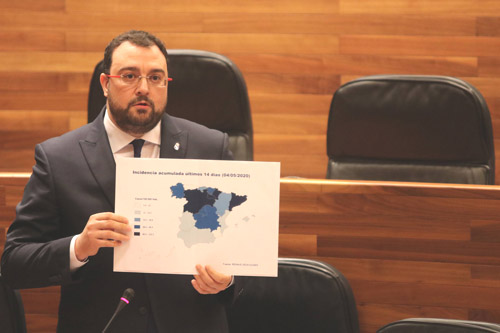
El presidente Barbón durante una sesión plenaria en la Junta General el 6 de mayo, justificando la solicitud de Asturias de comenzar la Fase 1 el 11 de mayo.

Como en el resto de España, el 2 de mayo, Asturias comenzó el plan nacional para aliviar las restricciones de cierre. En la Fase 0, a las personas se les permitía salir de sus hogares para caminatas cortas y deportes individuales por un tiempo limitado. Como muchas personas salieron el primer día, el presidente Barbón mostró su preocupación al ver algunas fotografías de las principales ciudades de la región y advirtió sobre un posible nuevo brote.
El 1 de junio se detectó otro brote, esta vez en un hogar de ancianos en Oviedo, que infectó a cuatro personas. Ese mismo día, se anunció la muerte de un paciente afectado por el brote de Gijón en mayo.
El 2 de julio, una mujer asturiana que vivía y trabajaba en A Mariña, Galicia, dio positivo en el Hospital de Jarrio, Coaña . Sin embargo, este caso no contaría para el registro asturiano ya que no había sido infectada en la región.
El 3 de julio, los epidemiólogos del Servicio de Salud Pública aumentaron el número de muertes en 43, ya que consideraron inadecuados los criterios del Ministerio de Salud español, que solo registraron como caso positivo las muertes demostradas con una prueba de PCR.
El 6 de julio, se publicó el  informe final ENE-COVID.
El 7 de julio, y después de 25 días sin nuevos casos, se registró un positivo de un hombre que fue a Barcelona por motivos laborales. Fue hospitalizado en el Hospital de la Universidad Central de Oviedo. No hubo nuevos casos en los días posteriores. 
El 9 de julio, las autoridades asturianas alarmaron por una "falsa confianza" en la región y Rafael Cofiño, director general de Salud Pública, afirmó que el objetivo será el uso obligatorio de la máscara. El día anterior, el presidente Barbón afirmó que cerraría las fronteras si tuviera el poder para hacerlo.
El 10 de julio, una mujer de 52 años de Luarca que venía de República Dominicana fue detectada como un caso positivo, siendo la segunda persona infectada en un mes. Ella dio negativo antes de viajar a Asturias. Días después, los cuatro contactos principales de la mujer resultaron negativos.
Ese mismo día, se realizó un evento cerca del Hospital Central Universitario para rendir homenaje a las víctimas del COVID-19 en Asturias. Un monumento formado por cinco tejos y una placa conmemorarán a los fallecidos.
El 14 de julio se publicó en el Boletín Oficial del Principado de Asturias la obligatoriedad de llevar mascarilla  "por parte de las personas de seis años en adelante, aunque pueda garantizarse la distancia interpersonal de seguridad de 1,5 metros". (Con ciertas excepciones).

### Segunda ola

#### Agosto y septiembre
A principios de agosto los positivos subieron con mayor velocidad, registrándose los peores datos desde el mes de mayo. Muchos de los nuevos casos positivos están relacionados con locales de hostelería y ocio.
El 10 de agosto, se publica la adaptación autonómica del estudio ENE-COVID.
El 26 de agosto las autoridades del Principado decretaron la «alerta naranja» en los concejos de Llanes, Ribadesella, Parres, Cangas de Onís y Cabrales y anunciaron el refuerzo de las medidas de control y vigilancia.
El 28 de agosto se aprobó que el curso escolar se retrasaría en Asturias y que se realizarían pruebas PCR a todos los profesores y trabajadores no docentes.
A principios de septiembre se detectó un brote significativo de COVID-19 en el concejo de Avilés con 38 personas confirmadas como positivas en coronavirus. El origen del brote se vinculó con establecimientos de hostelería de una céntrica calle del municipio.

#### Octubre y noviembre
El 15 de octubre entraron en vigor nuevas medidas para limitar los contagios como la prohibición de servir en barra en hostelería, la ampliación de la limitaciones de las reuniones sociales a seis personas al ámbito privado, salvo en el caso de convivientes, y la prohibición de vender alcohol en establecimientos minoristas a partir de las 22 horas.
El 23 de octubre el gobierno asturiano anunció su intención de decretar el cierre perimetral de Oviedo, Gijón y Avilés y pidió al gobierno español la declaración del Estado de Alarma.
El 25 de octubre fue decretado el estado de alarma en toda España y el 26 Asturias anunció el cierre perimetral de la comunidad.
El 2 de noviembre el gobierno de Asturias acordó cerrar "toda la actividad económica no esencial" (con efectos desde el miércoles 4), adelantar el toque de queda a las 22:00 y pedir al Ministerio de Sanidad un confinamiento domiciliario durante 15 días para tratar de contener la expansión del coronavirus en la región.

## Respuesta ciudadana
La mayoría de la población atendió a las recomendaciones y restricciones de las autoridades si bien hubo algunos incumplimientos que dieron lugar a 102 detenciones y 19918 propuestas de sanción (multas) durante la duración del estado de alarma.

## Estudio ENE-COVID

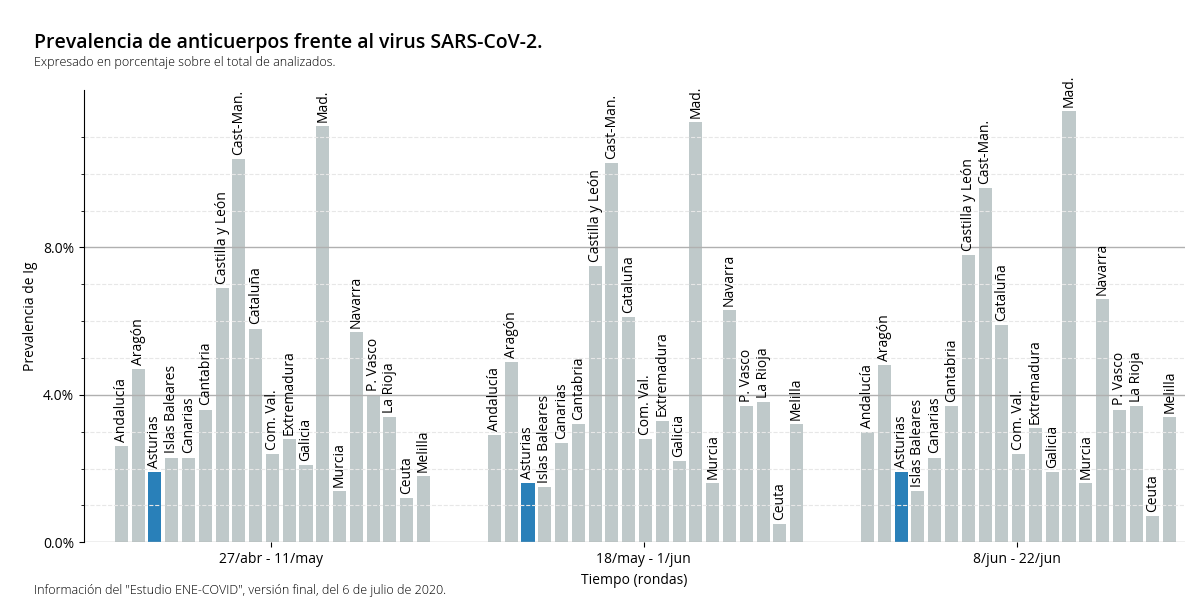
Asturias, al igual que la mayor parte de comunidades autónomas costeras, presenta una presencia de anticuerpos en su población menor al 5%.

El 6 de julio de 2020 se publicó el informe final del Estudio Nacional de Sero-epidemiología de la Infección por SARS-CoV-2 en España, denominado "Estudio ENE-COVID" por sus iniciales. En él participaron las diferentes Consejerías de Salud de las comunidades autónomas, el Ministerio de Sanidad, el Ministerio de Ciencia e Innovación y el Instituto de Salud Carlos III. Con un índice de participación a nivel nacional del 91,1% en alguna de sus fases (el estudio se dividió en tres fases), y del 83,6% a nivel autonómico, para Asturias, se buscaba estimar la prevalencia de la infección causante de la enfermedad infecciosa COVID-19, el virus SARS-CoV-2, mediante la determinación de anticuerpos frente al virus en España y evaluar su evolución temporal. Durante las tres rondas, y como resultado, se obtuvo una estimación del 5%, 5.2% y 5.2% de prevalencia del virus en la población española.
En Asturias, el índice es inferior, de 1.6%, 1.9% y 1.6% por orden cronológico, por las tres fases. Estas fases en las que se dividió el estudio cubren los rangos del 27 de abril al 11 de mayo, del 18 de mayo al 1 de junio y del 8 de junio al 22 de julio.
Más tarde, la Consejería de Salud del Principado de Asturias realizó una adaptación del mismo, en el que especificaban la información obtenida, que se publicó (edición final) el 10 de agosto de 2020.
En el informe autonómico para Asturias, se observan prevalencias más bajas, durante las tres fases, para el grupo poblacional más joven, que abarca hasta los 19 años. Otros aspectos que analiza el estudio son, por ejemplo, su impacto en los sectores esenciales, donde se encontró más prevalencia en los sanitario (durante las tres oleadas). Por discapacidad, el grupo con una discapacidad reconocida superior al 66% también presentaba más anticuerpos frente al SARS-CoV-2. Atendiendo al nivel de estudios alcanzado, se observa una mayor prevalencia en universitarios. Los hogares de dos a cinco convivientes también presentaban mayor tasa de anticuerpos específicos.

## Tablas de datos estadísticos

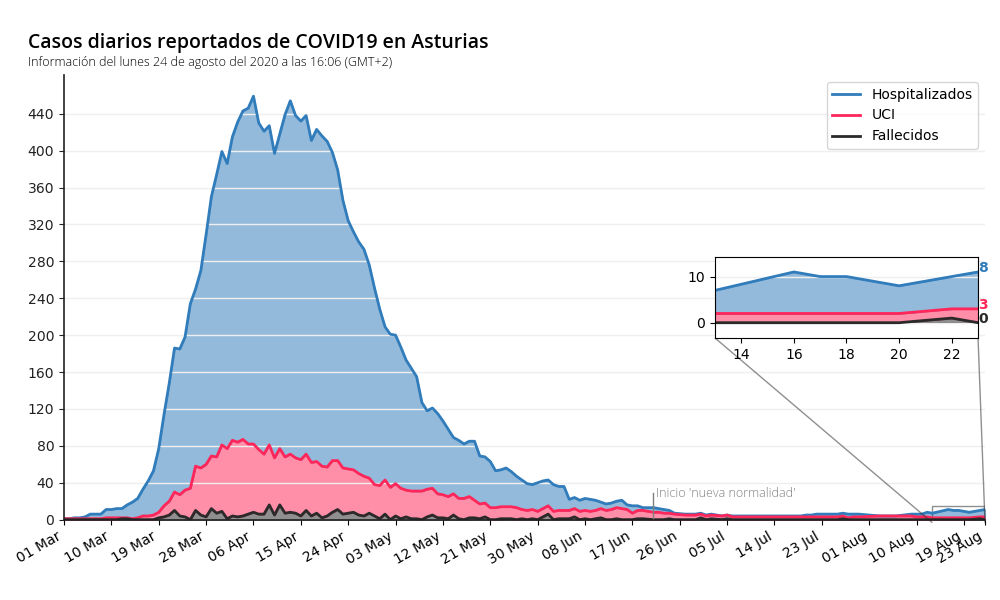
Casos de COVID-19 reportados en Asturias, por el Gobierno autonómico, hasta el 25 de agosto de 2020.

| Fecha                             | Confirmados | Confirmados | Fallecimientos | Fallecimientos | UCI   | Recuperados | Recuperados | Muestras analizadas |
| Fecha                             | Nuevos      | Total       | Nuevos         | Total          | Total | Nuevos      | Total       | Total               |
| --------------------------------- | ----------- | ----------- | -------------- | -------------- | ----- | ----------- | ----------- | ------------------- |
| 2020–02–29                        | 1           | 1           | 0              | 0              | 0     | 0           | 0           |                     |
| 2020–03–01                        | 0           | 1           | 0              | 0              | 0     | 0           | 0           |                     |
| 2020–03–02                        | 0           | 1           | 0              | 0              | 0     | 0           | 0           |                     |
| 2020–03–03                        | 1           | 2           | 0              | 0              | 0     | 0           | 0           |                     |
| 2020–03–04                        | 1           | 3           | 0              | 0              | 1     | 0           | 0           |                     |
| 2020–03–05                        | 2           | 5           | 0              | 0              | 2     | 0           | 0           |                     |
| 2020–03–06                        | 1           | 6           | 0              | 0              | 2     | 0           | 0           |                     |
| 2020–03–07                        | 1           | 7           | 0              | 0              | 2     | 0           | 0           |                     |
| 2020–03–08                        | 1           | 8           | 0              | 0              | 2     | 0           | 0           |                     |
| 2020–03–09                        | 2           | 10          | 0              | 0              | 2     | 0           | 0           |                     |
| 2020–03–10                        | 7           | 17          | 0              | 0              | 2     | 0           | 0           |                     |
| 2020–03–11                        | 18          | 35          | 1              | 1              | 2     | 1           | 1           |                     |
| 2020–03–12                        | 33          | 68          | 0              | 1              | 2     | 0           | 1           |                     |
| 2020–03–13                        | 5           | 73          | 0              | 1              | 2     | 1           | 2           |                     |
| 2020–03–14                        | 28          | 101         | 0              | 1              | 2     | 0           | 2           | 1,863               |
| 2020–03–15                        | 41          | 142         | 0              | 1              | 2     | 1           | 3           |                     |
| 2020–03–16                        | 51          | 193         | 0              | 1              | 5     | 0           | 3           |                     |
| 2020–03–17                        | 49          | 242         | 0              | 1              | 5     | 0           | 4           |                     |
| 2020–03–18                        | 50          | 292         | 0              | 1              | 6     | 0           | 4           |                     |
| 2020–03–19                        | 52          | 344         | 1              | 2              | 6     | 8           | 12          |                     |
| 2020–03–20                        | 142         | 486         | 3              | 5              | 12    | 0           | 12          |                     |
| 2020–03–21                        | 59          | 545         | 3              | 8              | 15    | 6           | 18          |                     |
| 2020–03–22                        | 49          | 594         | 4              | 12             | 20    | 3           | 21          |                     |
| 2020–03–23                        | 68          | 662         | 10             | 22             | 23    | 9           | 30          |                     |
| 2020–03–24                        | 117         | 779         | 3              | 25             | 29    | 5           | 35          | 6,200               |
| 2020–03–25                        | 62          | 841         | 2              | 27             | 34    | 5           | 40          | 6,900               |
| 2020–03–26                        | 59          | 900         | 2              | 29             | 48    | 12          | 52          | 8,000               |
| 2020–03–27                        | 104         | 1,004       | 4              | 33             | 51    | 13          | 65          | 8,550               |
| 2020–03–28                        | 84          | 1,088       | 8              | 41             | 57    | 11          | 76          | 9,300               |
| 2020–03–29                        | 70          | 1,158       | 8              | 49             | 57    | 2           | 78          | 9,779               |
| 2020–03–30                        | 78          | 1,236       | 6              | 55             | 61    | 12          | 90          | 10,476              |
| 2020–03–31                        | 86          | 1,322       | 8              | 63             | 72    | 19          | 109         | 11,265              |
| Fuente: - Data Transparecy Portal |             |             |                |                |       |             |             |                     |

| Fecha                                                     | Confirmados | Confirmados | Fallecimientos | Fallecimientos | UCI   | Recuperados | Recuperados | Muestras analizadas |
| Fecha                                                     | Nuevos      | Total       | Nuevos         | Total          | Total | Nuevos      | Total       | Total               |
| --------------------------------------------------------- | ----------- | ----------- | -------------- | -------------- | ----- | ----------- | ----------- | ------------------- |
| 2020–04–01                                                | 62          | 1,384       | 6              | 69             | 76    | 26          | 135         | 12,519              |
| 2020–04–02                                                | 49          | 1,433       | 1              | 70             | 82    | 19          | 154         | 13,385              |
| 2020–04–03                                                | 89          | 1,522       | 6              | 76             | 81    | 36          | 190         | 14,530              |
| 2020–04–04                                                | 83          | 1,605       | 4              | 80             | 83    | 26          | 216         | 15,831              |
| 2020–04–05                                                | 41          | 1,646       | 6              | 86             | 76    | 6           | 222         | 16,631              |
| 2020–04–06                                                | 33          | 1,679       | 10             | 96             | 74    | 22          | 244         | 17,243              |
| 2020–04–07                                                | 26          | 1,705       | 6              | 102            | 70    | 50          | 294         | 18,110              |
| 2020–04–08                                                | 32          | 1,737       | 8              | 110            | 65    | 46          | 340         | 19,096              |
| 2020–04–09                                                | 62          | 1,799       | 11             | 121            | 65    | 32          | 372         | 20,409              |
| 2020–04–10                                                | 28          | 1,827       | 7              | 128            | 62    | 42          | 414         | 21,231              |
| 2020–04–11                                                | 62          | 1,892       | 12             | 140            | 61    | 16          | 430         | 22,007              |
| 2020–04–12                                                | 21          | 1,937       | 9              | 149            | 61    | 4           | 434         | 23,046              |
| 2020–04–13                                                | 73          | 2,010       | 7              | 156            | 63    | 24          | 458         | 24,356              |
| 2020–04–14                                                | 39          | 2,049       | 10             | 166            | 60    | 29          | 487         | 25,538              |
| 2020–04–15                                                | 32          | 2,081       | 2              | 168            | 61    | 35          | 522         | 27,095              |
| 2020–04–16                                                | 43          | 2,124       | 6              | 174            | 61    | 23          | 545         | 28,595              |
| 2020–04–17                                                | 29          | 2,153       | 13             | 187            | 58    | 30          | 575         | 30,752              |
| 2020–04–18                                                | 19          | 2,172       | 9              | 196            | 56    | 21          | 596         | 33,111              |
| 2020–04–19                                                | 9           | 2,181       | 4              | 200            | 56    | 3           | 599         | 34,525              |
| 2020–04–20                                                | 11          | 2,192       | 2              | 202            | 53    | 17          | 616         | 37,012              |
| 2020–04–21                                                | 26          | 2,218       | 9              | 211            | 56    | 26          | 642         | 39,164              |
| 2020–04–22                                                | 11          | 2,229       | 12             | 223            | 53    | 23          | 665         | 41,696              |
| 2020–04–23                                                | 5           | 2,234       | 8              | 231            | 50    | 23          | 688         | 43,927              |
| 2020–04–24                                                | 4           | 2,238       | 8              | 239            | 48    | 28          | 716         | 46,949              |
| 2020–04–25                                                | 11          | 2,249       | 10             | 249            | 46    | 33          | 749         | 48,902              |
| 2020–04–26                                                | 5           | 2,254       | 4              | 253            | 45    | 10          | 759         | 50,143              |
| 2020–04–27                                                | 1           | 2,255       | 8              | 261            | 43    | 21          | 780         | 53,548              |
| 2020–04–28                                                | 11          | 2,266       | 5              | 266            | 38    | 29          | 809         |                     |
| 2020–04–29                                                | 17          | 2,283       | 7              | 273            | 34    | 26          | 835         | 59,472              |
| 2020–04–30                                                | 15          | 2,298       | 0              | 273            | 36    | 25          | 860         | 63,302              |
| Fuente - Portal de Transparencia del Gobierno de Asturias |             |             |                |                |       |             |             |                     |

| Fecha                                                                     | COnfirmados | COnfirmados | Fallecimientos | Fallecimientos | UCI   | Recuperados | Recuperados | Muestras Analizadas |
| Fecha                                                                     | Nuevo       | Total       | Nuevo          | Total          | Total | Nuevo       | Total       | Total               |
| ------------------------------------------------------------------------- | ----------- | ----------- | -------------- | -------------- | ----- | ----------- | ----------- | ------------------- |
| 2020–07–01                                                                | 0           | 2,435       | 0              | 337            | 4     | 6           | 2,063       | 220,033             |
| 2020–07–02                                                                | 0           | 2,435       | 1              | 338            | 4     | 0           | 2,063       | 221,155             |
| 2020–07–03                                                                | 0           | 2,435       | 0              | 338            | 4     | 0           | 2,063       | 223,060             |
| 2020–07–04                                                                | 0           | 2,435       | 0              | 338            | 4     | 0           | 2,063       | 224,161             |
| 2020–07–05                                                                | 0           | 2,435       | 1              | 339            | 4     | –2          | 2,061       | 224,990             |
| 2020–07–06                                                                | 1           | 2,436       | 0              | 339            | 3     | 1           | 2,062       | 226,608             |
| 2020–07–07                                                                | 0           | 2,436       | 0              | 339            | 3     | –1          | 2,061       | 228,394             |
| 2020–07–08                                                                | 0           | 2,436       | 0              | 339            | 3     | 2           | 2,063       | 230,252             |
| 2020–07–09                                                                | 1           | 2,437       | 0              | 339            | 3     | 15          | 2,078       | 232,158             |
| 2020–07–10                                                                | 0           | 2,437       | 0              | 339            | 3     | 0           | 2,078       |                     |
| 2020–07–11                                                                | 0           | 2,437       | 0              | 339            | 3     | 0           | 2,078       |                     |
| 2020–07–12                                                                | 0           | 2,437       | 0              | 339            | 3     | 0           | 2,078       | 235,409             |
| 2020–07–13                                                                | 5           | 2,442       | 0              | 339            | 3     | –1          | 2,077       | 236,960             |
| 2020–07–14                                                                | 0           | 2,442       | 0              | 339            | 3     | 0           | 2,077       | 238,832             |
| 2020–07–15                                                                | 0           | 2,442       | 0              | 339            | 3     | 0           | 2,077       | 240,262             |
| 2020–07–16                                                                | 0           | 2,442       | 0              | 339            | 3     | 0           | 2,077       | 241,955             |
| 2020–07–17                                                                | 1           | 2,443       | 0              | 339            | 3     | 0           | 2,077       |                     |
| 2020–07–18                                                                | 2           | 2,445       | 0              | 339            | 3     | 0           | 2,077       |                     |
| 2020–07–19                                                                | 1           | 2,446       | 0              | 339            | 3     | 0           | 2,077       | 245,238             |
| 2020–07–20                                                                | 2           | 2,448       | 0              | 339            | 3     | 0           | 2,077       | 247,108             |
| 2020–07–21                                                                | 2           | 2,450       | 0              | 339            | 3     | 0           | 2,077       | 248,974             |
| 2020–07–22                                                                | 2           | 2,452       | 0              | 339            | 3     | 0           | 2,077       | 251,255             |
| 2020–07–23                                                                | 2           | 2,454       | 0              | 339            | 3     | 0           | 2,077       | 253,006             |
| 2020–07–24                                                                | 5           | 2,459       | 0              | 339            | 3     | 0           | 2,077       |                     |
| 2020–07–25                                                                | 3           | 2,462       | 0              | 339            | 3     | 0           | 2,077       |                     |
| 2020–07–26                                                                | 5           | 2,467       | 0              | 339            | 3     | 0           | 2,077       | 257,127             |
| 2020–07–27                                                                | 3           | 2,470       | 1              | 340            | 3     | 0           | 2,077       | 259,124             |
| 2020–07–28                                                                | 14          | 2,484       | 0              | 340            | 3     | 5           | 2,082       | 261,776             |
| 2020–07–29                                                                | 14          | 2,503       | 0              | 340            | 3     | 0           | 2,082       | 264,599             |
| 2020–07–30                                                                | 26          | 2,529       | 0              | 340            | 3     | 0           | 2,082       | 267,207             |
| 2020–07–31                                                                | 3           | 2,532       | 0              | 340            | 3     |             |             |                     |
| Fuente: - Portal de Transparencia del Gobierno del Principado de Asturias |             |             |                |                |       |             |             |                     |

| Fecha      | Confirmados | Confirmados | Fallecimientos | Fallecimientos | UCI   | Recuperados | Recuperados | Muestras analizadas |
| Fecha      | Nuevo       | Total       | Nuevo          | Total          | Total | Nuevo       | Total       | Total               |
| ---------- | ----------- | ----------- | -------------- | -------------- | ----- | ----------- | ----------- | ------------------- |
| 2020–08–01 | 15          | 2,547       | 0              | 340            | 4     |             |             |                     |
| 2020–08–02 | 8           | 2,555       | 0              | 340            | 4     | 1           | 2,083       | 273,522             |
| 2020–08–03 | 9           | 2,564       | 0              | 340            | 4     | 0           | 2,083       | 276,464             |
| 2020–08–04 | 24          | 2,588       | 0              | 340            | 4     | 0           | 2,083       | 279,479             |
| 2020–08–05 | 32          | 2,620       | 0              | 340            | 4     | 0           | 2,083       | 282,318             |
| 2020–08–06 | 31          | 2,651       | 0              | 340            | 4     | 5           | 2,088       | 284,784             |
| 2020–08–07 | 15          | 2,666       | 0              | 340            | 4     | 0           | 2,088       |                     |
| 2020–08–08 | 21          | 2,687       | 0              | 340            | 4     | 0           | 2,088       |                     |
| 2020–08–09 | 20          | 2,707       | 0              | 340            | 4     | 0           | 2,088       | 291,560             |
| 2020–08–10 | 11          | 2,718       | 0              | 340            | 3     | 7           | 2,095       | 293,497             |
| 2020–08–11 | 23          | 2,741       | 0              | 340            | 3     | 12          | 2,107       | 295,920             |
| 2020–08–12 | 33          | 2,774       | 0              | 340            | 3     | 0           | 2,107       | 297,975             |
| 2020–08–13 | 24          | 2,798       | 0              | 340            | 2     | 15          | 2,122       | 300,155             |
| 2020–08–14 | 32          | 2,830       | 0              | 340            | 2     | 15          | 2,122       |                     |
| 2020–08–15 | 15          | 2,845       | 0              | 340            | 2     | 15          | 2,122       |                     |
| 2020–08–16 | 29          | 2,874       | 0              | 340            | 2     | 15          | 2,122       | 305,218             |
| 2020–08–17 | 5           | 2,879       | 0              | 340            | 2     | 2           | 2,124       | 307,600             |

### Número de casos por municipio
| Municipio                  | Población | Casos | Ratio |
| -------------------------- | --------- | ----- | ----- |
| Allande                    | 1648      | 1     | 60.7  |
| Aller                      | 10 613    | 16    | 150.8 |
| Amieva                     | 661       | 2     | 302.6 |
| Avilés                     | 78 182    | 200   | 255.8 |
| Belmonte de Miranda        | 1489      | 2     | 134.3 |
| Bimenes                    | 1681      | 5     | 297.4 |
| Boal                       | 1505      | 1     | 66.4  |
| Cabrales                   | 1960      | 2     | 102.0 |
| Cabranes                   | 1034      | 1     | 96.7  |
| Candamo                    | 1947      | 14    | 719.1 |
| Cangas de Onís             | 6163      | 6     | 97.4  |
| Cangas del Narcea          | 12 347    | 32    | 259.2 |
| Caravia                    | 477       | 0     | 0.0   |
| Carreño                    | 10 337    | 18    | 174.1 |
| Caso                       | 1507      | 1     | 66.4  |
| Castrillón                 | 22 376    | 115   | 513.9 |
| Castropol                  | 3402      | 1     | 29.4  |
| Coaña                      | 3315      | 4     | 120.7 |
| Colunga                    | 3257      | 5     | 153.5 |
| Corvera de Asturias        | 15 549    | 37    | 238.0 |
| Cudillero                  | 4987      | 2     | 40.1  |
| Degaña                     | 921       | 1     | 108.6 |
| El Franco                  | 3796      | 3     | 79.0  |
| Gijón                      | 271 780   | 846   | 311.3 |
| Gozón                      | 10 333    | 20    | 193.6 |
| Grado                      | 9784      | 88    | 899.4 |
| Grandas de Salime          | 835       | 0     | 0.0   |
| Ibias                      | 1251      | 2     | 159.9 |
| Illano                     | 346       | 0     | 0.0   |
| Illas                      | 1014      | 2     | 197.2 |
| Langreo                    | 39 420    | 122   | 309.5 |
| Las Regueras               | 1826      | 5     | 273.8 |
| Laviana                    | 12 977    | 57    | 439.2 |
| Lena                       | 10 890    | 8     | 73.5  |
| Llanera                    | 13 702    | 34    | 248.1 |
| Llanes                     | 13 568    | 22    | 162.1 |
| Mieres                     | 37 959    | 77    | 202.9 |
| Morcín                     | 2594      | 12    | 462.6 |
| Muros de Nalón             | 1871      | 3     | 160.3 |
| Nava                       | 5321      | 12    | 225.5 |
| Navia                      | 8380      | 9     | 107.4 |
| Noreña                     | 5179      | 8     | 154.5 |
| Onís                       | 743       | 0     | 0.0   |
| Oviedo                     | 219 686   | 937   | 426.5 |
| Parres                     | 5336      | 12    | 224.9 |
| Peñamellera Alta           | 514       | 0     | 0.0   |
| Peñamellera Baja           | 1226      | 2     | 163.1 |
| Pesoz                      | 147       | 0     | 0.0   |
| Piloña                     | 6973      | 9     | 129.1 |
| Ponga                      | 586       | 0     | 0.0   |
| Pravia                     | 8113      | 76    | 936.8 |
| Proaza                     | 744       | 0     | 0.0   |
| Quirós                     | 1158      | 1     | 86.4  |
| Ribadedeva                 | 1756      | 2     | 113.9 |
| Ribadesella                | 5746      | 8     | 139.2 |
| Ribera de Arriba           | 1854      | 6     | 323.6 |
| Riosa                      | 1858      | 2     | 107.6 |
| Salas                      | 4959      | 28    | 564.6 |
| San Martín de Oscos        | 377       | 0     | 0.0   |
| San Martín del Rey Aurelio | 16 074    | 37    | 230.2 |
| San Tirso de Abres         | 410       | 0     | 0.0   |
| Santa Eulalia de Oscos     | 450       | 0     | 0.0   |
| Santo Adriano              | 288       | 0     | 0.0   |
| Sariego                    | 1252      | 1     | 79.9  |
| Siero                      | 51 667    | 236   | 456.8 |
| Sobrescobio                | 811       | 0     | 0.0   |
| Somiedo                    | 1153      | 1     | 86.7  |
| Soto del Barco             | 3866      | 1     | 25.9  |
| Tapia de Casariego         | 3786      | 8     | 211.3 |
| Taramundi                  | 623       | 0     | 0.0   |
| Teverga                    | 1572      | 0     | 0.0   |
| Tineo                      | 9389      | 17    | 181.1 |
| Valdés                     | 11 504    | 18    | 156.5 |
| Vegadeo                    | 3926      | 4     | 101.9 |
| Villanueva de Oscos        | 292       | 0     | 0.0   |
| Villaviciosa               | 14 439    | 21    | 145.4 |
| Villayón                   | 1206      | 0     | 0.0   |
| Yernes y Tameza            | 132       | 0     | 0.0   |
| Total en Asturias          | 1 022 800 | 2,686 | 262.6 |

Actualizado el 5 de junio de 2020.

### Casos por grupo de población
| Clasificación                                                   | Clasificación | Casos  | Casos | Casos |
| Clasificación                                                   | Clasificación | Hombre | Mujer | Total |
| --------------------------------------------------------------- | ------------- | ------ | ----- | ----- |
| Edad                                                            | 90+           | 69     | 214   | 283   |
| Edad                                                            | 80–89         | 169    | 314   | 483   |
| Edad                                                            | 70–79         | 187    | 168   | 355   |
| Edad                                                            | 60–69         | 222    | 254   | 476   |
| Edad                                                            | 50–59         | 239    | 377   | 616   |
| Edad                                                            | 40–49         | 176    | 333   | 509   |
| Edad                                                            | 30–39         | 107    | 216   | 323   |
| Edad                                                            | 20–29         | 73     | 118   | 191   |
| Edad                                                            | 10–19         | 22     | 12    | 34    |
| Edad                                                            | 0–9           | 9      | 4     | 13    |
| Todas                                                           | Todas         | 1,273  | 2,010 | 3,283 |
| Fuente: Observatorio de Salud de Asturias; a 25 de mayo de2020. |               |        |       |       |

| Clasificación                                                    | Clasificación | Fallecimientos | Fallecimientos | Fallecimientos |
| Clasificación                                                    | Clasificación | Hombre         | Mujer          | Total          |
| ---------------------------------------------------------------- | ------------- | -------------- | -------------- | -------------- |
| Edad                                                             | 90+           | 30             | 81             | 111            |
| Edad                                                             | 80–89         | 56             | 75             | 131            |
| Edad                                                             | 70–79         | 41             | 16             | 57             |
| Edad                                                             | 60–69         | 19             | 6              | 25             |
| Edad                                                             | 50–59         | 3              | 2              | 5              |
| Edad                                                             | 40–49         | 1              | 0              | 1              |
| Edad                                                             | 30–39         | 0              | 1              | 0              |
| Edad                                                             | 20–29         | 1              | 0              | 1              |
| Todas                                                            | Todas         | 151            | 181            | 332            |
| Fuente: Observatorio de Salud de Asturias; a 25 de mayo de 2020. |               |                |                |                |

## Artículos
- «Siempre en nuestro recuerdo». listado de asturianos fallecidos debido a la COVID-19 en La Nueva España. 15 de mayo de 2020.
- «Lección en el norte: cómo Asturias está doblegando a la bestia del coronavirus». El Confidencial.
- «Asturias, la muralla sanitaria y geográfica que contiene la pandemia». El País. 13 de mayo de 2020.